# Mabel Loomis Todd

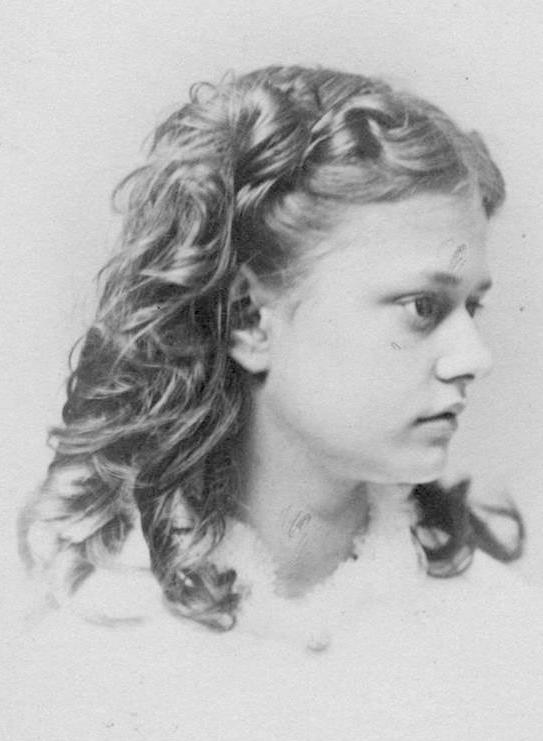
Mabel Loomis Todd op jonge leeftijd

Mabel Loomis Todd of Mabel Loomis (Cambridge (Massachusetts), 10 november 1856 - Hog Island, Maine, 14 oktober 1932) was een Amerikaans uitgeefster, schrijfster, en echtgenote van astronoom David Peck Todd. Ze werd vooral bekend als uitgeefster van postuum verschenen edities van het werk van dichteres Emily Dickinson.

## Biografie
Todd werd geboren als Mabel Loomis in Cambridge, Massachusetts. Ze studeerde af aan het Georgetown Seminary in Washington D.C., daarna studeerde ze muziek aan het New England Conservatory in Boston.
Op 5 maart 1879, trouwde ze met astronoom David Peck Todd, met wie ze een dochter had, Millicent. Mabel Loomis Todd had een gepassioneerde seksuele aard en schreef er vrijelijk over. Kort na haar huwelijk schreef ze "Sweet communies. Oh joy! Oh! Bliss unutterable "en" "A little Heaven just after dinner." In mei 1879, de dag dat ze zwanger werd, noteerde ze "Een paar heel gelukkige minuten van liefde in onze kamer."
Ze had een affaire met Austin Dickinson, de (getrouwde) broer van Emily. Volgens Peter Gay's boek, zoals besproken in Time Magazine van 23 januari 1984, zou Todd Austin Dickinson hebben gezoend nadat hij was overleden: "het lieve lichaam, waarvan ik elke centimeter kende met een absolute liefde."
Ze raakte bevriend met de Dickinsons, en hoewel ze Emily Dickinson nooit persoonlijk ontmoette, begonnen de twee vrouwen een briefwisseling. Na Emily's dood in 1886 werden honderden van haar ongepubliceerde gedichten ontdekt en Todd werd door de familie Dickinson gekozen als redacteur. Vanaf 1888 werd ze in haar werk bijgestaan door Thomas Wentworth Higginson. Het eerste deel van Poems by Emily Dickinson werd gepubliceerd in 1890. Deze versie bevatte veel wijzigingen door Todd.
Todd was lid van de Audubon Society.
Mabel Loomis Todd overleed in Hog Island, Maine.

## Eigen werk
- Footprints (1883)
- Total Eclipses of the Sun (1894)
- Corona and Coronet (1898)
- A cyclus of Sunsets (1910)
- Tripoli the Mysterious (1912)